# 下茄苳
下茄苳，是臺灣臺南市後壁區的一個傳統地域名稱，也是全區行政中心所在地，位於該區中部偏東，並有一小部分延伸至東側邊界。相較於今日行政區，其範圍大致包括嘉苳里不含東南部及南部邊界地帶及西北部凸部分的西側邊界地帶、頂安里西北端、後壁里不含西北部及東部及北部邊界地帶中央一小段、侯伯里南部邊界地帶中央偏東一小段。
本地區境內主要聚落為下茄苳、後壁；前者北郊設有 後壁高中、後壁國中，後者設有後壁區公所、後壁國小（部分校地位於本地區北鄰上茄苳地區境內）。

## 歷史
台灣日治初期，下茄苳地區為一街庄，稱為「下茄苳庄」（舊制街庄），隸屬於下茄苳北堡。該庄昔日西北與菁藔庄為鄰，北與上茄苳庄為鄰，東北與土溝庄為鄰，東與大排竹庄為鄰，東南邊為本協庄，南邊為烏樹林庄、安溪藔庄，西邊為新港東庄、長短樹庄。
1901年（日治明治三十四年）11月11日，全台廢縣廳改設二十廳，該庄隸屬於鹽水港廳。1904年（明治三十七年）4月1日，該庄編入「海豐厝區」，隸屬於鹽水港廳。1906年（明治三十九年）4月1日，鹽水港廳內管轄區域調整，該庄仍隸屬於「海豐厝區」。1909年（明治四十二年）10月25日，全台合併二十廳為十二廳，海豐厝區改隸屬於嘉義廳。1920年（大正九年）10月1日，全台地方制度大改正，廢十二廳改設五州二廳，該庄改制為「下茄苳」大字，隸屬於臺南州新營郡後壁庄（新制街庄）。
戰後後壁庄改制為後壁鄉，隸屬於臺南縣，大字亦改制為村。1950年（民國39年）10月25日，雲、嘉、南分治，後壁鄉仍隸屬於臺南縣。2010年（民國99年）12月25日，臺南縣、市合併為直轄臺南市，後壁鄉改制為後壁區，村亦改制為里。

## 聚落
本地區發展較早的聚落為下茄苳、藔仔，在日治期初期的官方地圖上已有記載。此外，本地區尚有後壁聚落（北鄰上茄苳地區後壁藔聚落的延伸）。

## 交通
台鐵縱貫線是台灣西部南北鐵路幹線，經過本地區西部，並在境內北側近邊界地帶設有後壁車站。該站屬甲種簡易站，只停靠區間車；由此可前往台鐵沿線各站。
省道台1線又稱「縱貫公路」，是臺北至楓港的傳統平面幹道，經過本地區後壁聚落及下茄苳聚落西側。由該道路北行可前往嘉義縣水上鄉、嘉義市、嘉義縣民雄鄉、溪口鄉東端、大林鎮等地，南行可前往新營區、柳營區、六甲區、官田區等地。
市道172甲線是後壁至白河的道路，其西側端點（起點）位於本地區後壁聚落台鐵後壁車站前的省道台1線路口。由該道路東行可前往白河區的白河市區，並止於市道165號路口。
區道南78線是竹新至下茄寮的道路，經過本地區西南角。
區道南80線是上帝廟至下茄苳的道路，其東側端點（終點）位於本地區南部下茄苳聚落的區道南81線路口，由此向西南西轉北再向西北西會經過藔仔聚落附近。該道路有一段與省道台1線共線。
區道南81線是後壁至南湖口的道路，其北側端點（起點）位於本地區北部後壁聚落東側的市道172甲線路口，由此向南會經過下茄苳聚落。
區道南82線是溪畔至後壁的道路，經過本地區北部中央凸出部分的西北側。
區道南90線是後壁至三層崎（實際終點在縣界）的道路，其西側端點（起點）位於本地區後壁聚落的市道172甲線路口。該道路終點續行可接嘉義縣鄉道嘉182線前往三層崎。

## 學校
- 後壁高中
- 後壁國中
- 後壁國小（西半部，東半部位於本地區北鄰上茄苳地區境內）

## 公務機構
- 後壁區公所
- 臺南市政府後壁區所政事務所
- 臺南市政府警察局白河分局後壁分駐所
- 臺南市政府消防局第一大隊後壁消防分隊